# 阿马戈萨
阿马戈萨是巴西巴伊亚州的一个市镇。总面积435.932平方公里，总人口33356人，人口密度76.5人/平方公里。